# Луцій Квінкцій
Луцій Квінкцій (лат. Lucius Quinctius; близько 124 до н. е. — після 68 до н. е.) — політичний та військовий діяч часів Римської республіки, претор 68 року до н. е.

## Життєпис
Походив з плебейського Квінкціїв. Про молоді роки немає відомостей. 
Був прихильником Гая Марія під час його боротьби проти Луція Корнелія Сулли. Втім зумів врятуватися під час проскрипцій. У 74 році до н. е. його обрано народним трибуном. Виступав за відновлення прав народних трибунів. Здобув великий авторитет завдяки своєму красномовству. Втім не зумів втілити свої законопроєкти у життя внаслідок протидії консула Луція Ліцинія Лукулла.
У другій половині 76 року до н. е. захищав Статія Альбія Оппіаніка, звинуваченого в отруєнні. Його клієнта було визнано винним, проте Квінкцій не погодився з вироком, заявив, що суд був підкуплений, і домігся засудження голови суду Гая Юнія. На зібраннях, які Квінкцій щодня скликав з цього приводу, він люто нападав на сенатські суди, засновані Суллою. Саме Квінцієм вперше було піднято питання про реформу судів, що були складовою сулланської конституції.
У 72 році до н. е. він служив легатом в армії Марка Ліцинія Красса на війні проти Спартака. Кінноті Квінкція було доручено відволікати Спартака під час битви Красса із загоном Каста і Канніка, з чим вона успішно впоралася. Надалі під час переслідування армії Спартака зазнав поразки. Згодом брав участь у вирішальній битві проти повсталих біля річки Сіларі.
У 70 році до н. е. Квінкцій виступав на підтримку закону Луція Аврелія Котта, згідно з яким судові комісії стали формуватися з сенаторів, вершників і ерарних трибунів. У 68 році до н. е. його було обрано претором і знову виступив проти Луція Ліцинія Лукулла, пропонуючи забрати у того командування проти Мітрідата VI, царя Понту. Лукулл навіть запропонував Квінкцію хабара, але той відмовився. За пропозицією Квінкція провінція Кілікія була передана Квінту Марцію Рексу. Про подальшу долю Луція Квінкція немає відомостей.